# Jerzy Falenciak
Jerzy Falenciak (ur. 20 sierpnia 1910 w Warszawie, zm. 10 lutego 1986 we Wrocławiu) – polski prawnik.

## Życiorys
Od 1949 r. zastępca profesora, od 1957 r. docent, od 1965 profesor nadzwyczajny, kierownik Katedry Prawa Rzymskiego od 1949 r., Zakładu Prawa Rzymskiego od 1969 r. i Pracowni Rękopisów i Starodruku Prawniczego Biblioteki Uniwersyteckiej (1975–1980), prodziekan Wydziału Prawa i Administracji (1952–1954). Promotor dwóch doktorów, w tym doktora habilitowanego, autor pięciu książek. I Sekretarz Komitetu Uczelnianego na Uniwersytecie Wrocławskim (1957–1959), kierownik 	Wydział Nauki i Oświaty KW PZPR (1960–1963), następnie sekretarz ds. propagandy (1963–1968) i członek egzekutywy KW PZPR (1965–1969).
Jego ojciec Jan był warszawskim tramwajarzem. Studia prawnicze odbył na Uniwersytecie Warszawskim. W 1937 r. obronił pracę doktorską jej promotorem był prof. Ignacy Koschembahr-Łyskowski, a rok później zaczął pracować w Banku Rolnym w Warszawie. Lata wojny spędził je w obozach koncentracyjnych między innymi w Mauthausen. Po II wojnie wrócił do Warszawy i krótko pracował na Uniwersytecie Warszawskim. W roku 1949 przeniósł się na Uniwersytet Wrocławski. Pochowany na Cmentarzu Osobowickim we Wrocławiu.

## Przypisy

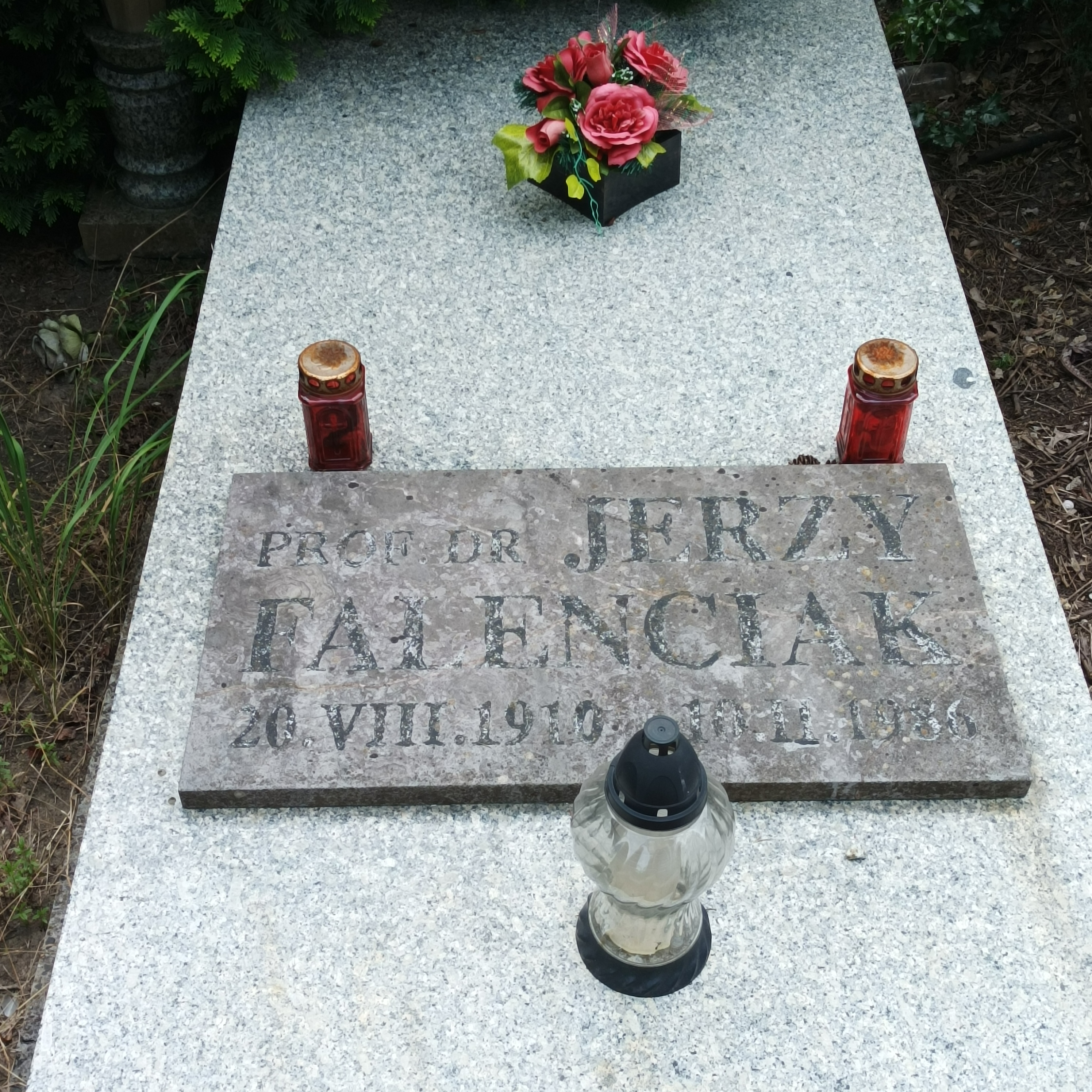
Grób prof. Jerzego Falenciaka na Cmentarzu Osobowickim we Wrocławiu